# Hampden
Pour les articles homonymes, voir Hampden (homonymie).
Hampden est une municipalité de canton située dans Le Haut-Saint-François, en Estrie, au Québec (Canada).Essentiellement rurale, la municipalité est située en périphérie de la ville de Scotstown.
Hampden est la municipalité québécoise avec la plus forte proportion de protestants baptistes de toute la province. En effet, selon le recensement de 2021, 15,4% des résidents de Hampden s'identifient comme baptistes.

## Toponymie
« La carte de Gale et Duberger signale, en 1795, l'existence du canton de Hampden, officiellement proclamé en 1867 et qui est à l'origine de la dénomination de la municipalité de canton érigée en 1874, entre Milan et Ditton, à une trentaine de kilomètres à l'est d'East Angus. La municipalité provenait cependant du démembrement de Whitton (1861) en municipalités du canton de Marston, de Hampden et de Whitton ».

## Géographie
Le canton de Hampden se trouve du côté ouest du mont Mégantic. Environ un tiers du parc national du Mont-Mégantic est sur le territoire de Hampden, soit le Pain de Sucre et les montagnes de Franceville.
Hampden est traversée par la route 257 et la route 214.
Elle entoure à l'est la municipalité de Scotstown.

## Démographie
| 1996 | 2001 | 2006 | 2011 | 2016 | 2021 |
| ---- | ---- | ---- | ---- | ---- | ---- |
| 153  | 167  | 209  | 214  | 176  | 193  |

## Administration
Les élections municipales se font en bloc pour le maire et les six conseillers.
| Hampden Maires depuis 2001                                                                                           |                  |         |          |
| Élection | Maire            | Qualité | Résultat |
| 2001 | Emmanuel Prévost |         | Voir     |
| 2005 | Normand Côté     |         | Voir     |
| 2009 | Bertrand Prévost |         | Voir     |
| 2013 | Bertrand Prévost | Voir    |          |
| 2017 | Bertrand Prévost | Voir    |          |
| 2021 | Bertrand Prévost | Voir    |          |
| Élection partielle en italique Depuis 2005, les élections sont simultanées dans toutes les municipalités québécoises |                  |         |          |

## Attraits
- Hampden fait partie du circuit des sheds panoramiques, un parcours de 150 km à travers le Haut-Saint-François. Ce circuit comprend plusieurs sheds offrant des points de vue sur les paysages de la région[5].
- Réserve écologique Samuel-Brisson

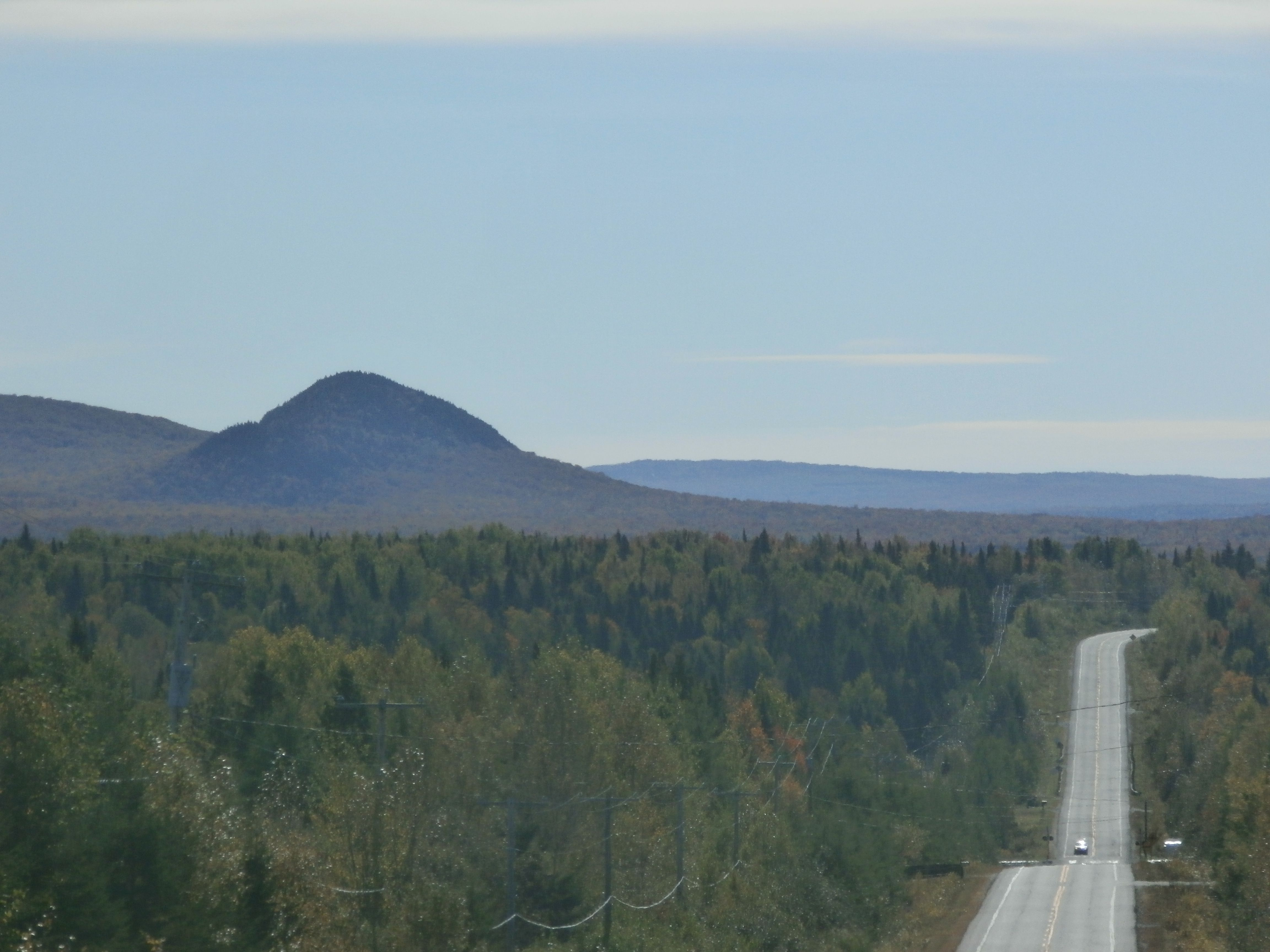
Vers le canton de Hampden par la route 214, à gauche le Pain de Sucre.
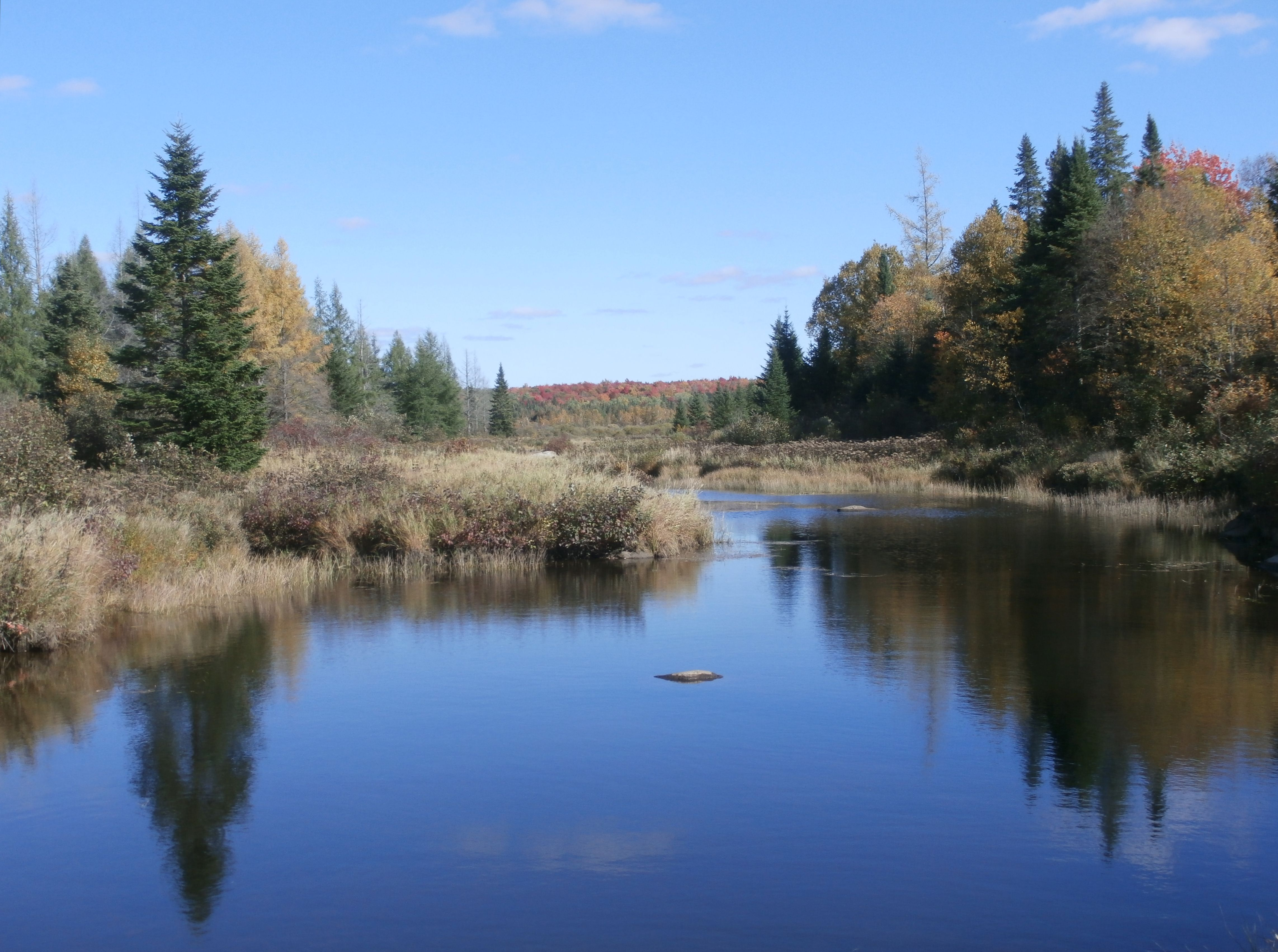
Le Marécage des Scots.
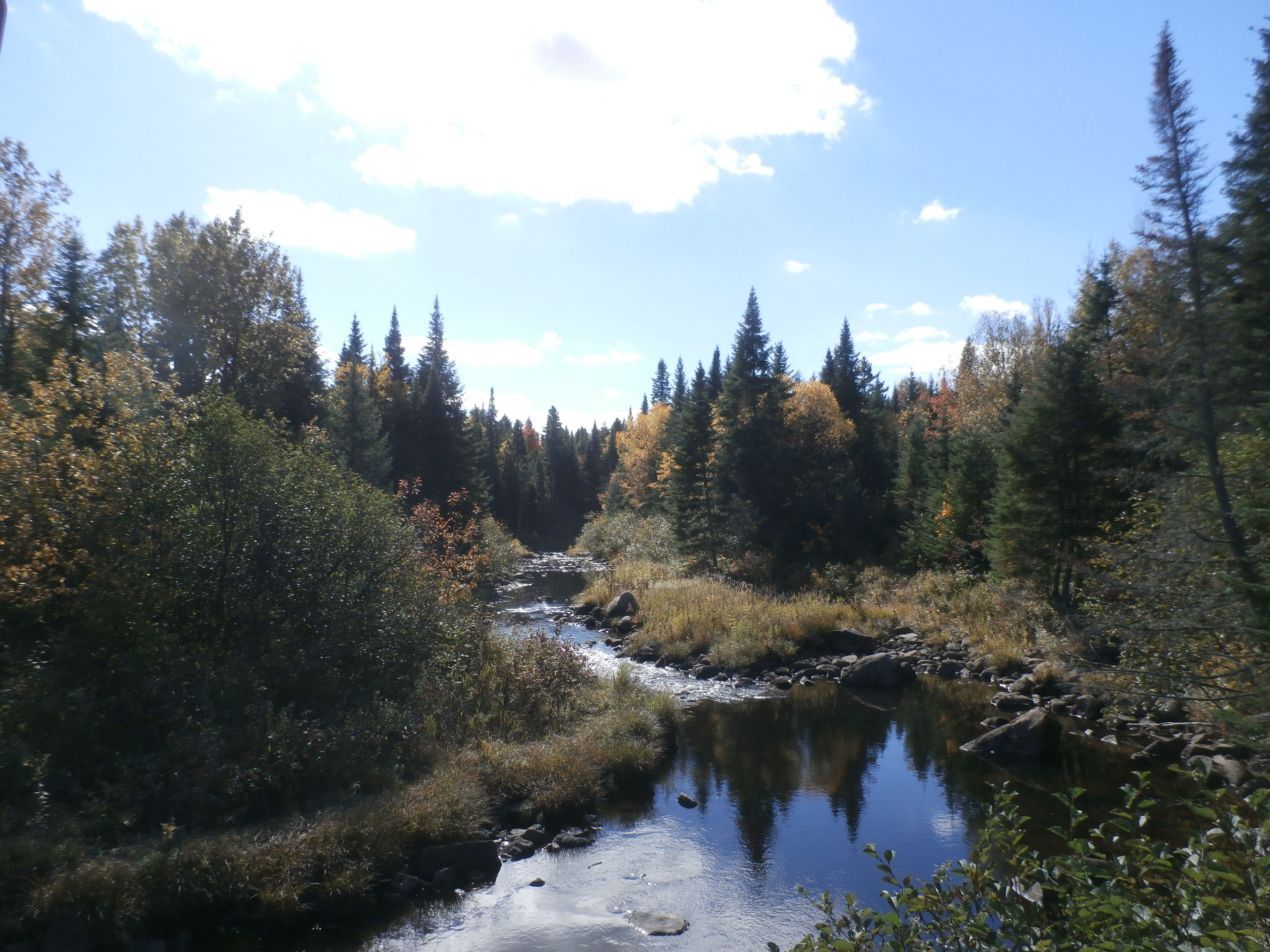
Ruisseau McLeod en aval du chemin Franceville vers la Rivière-au-Saumon.
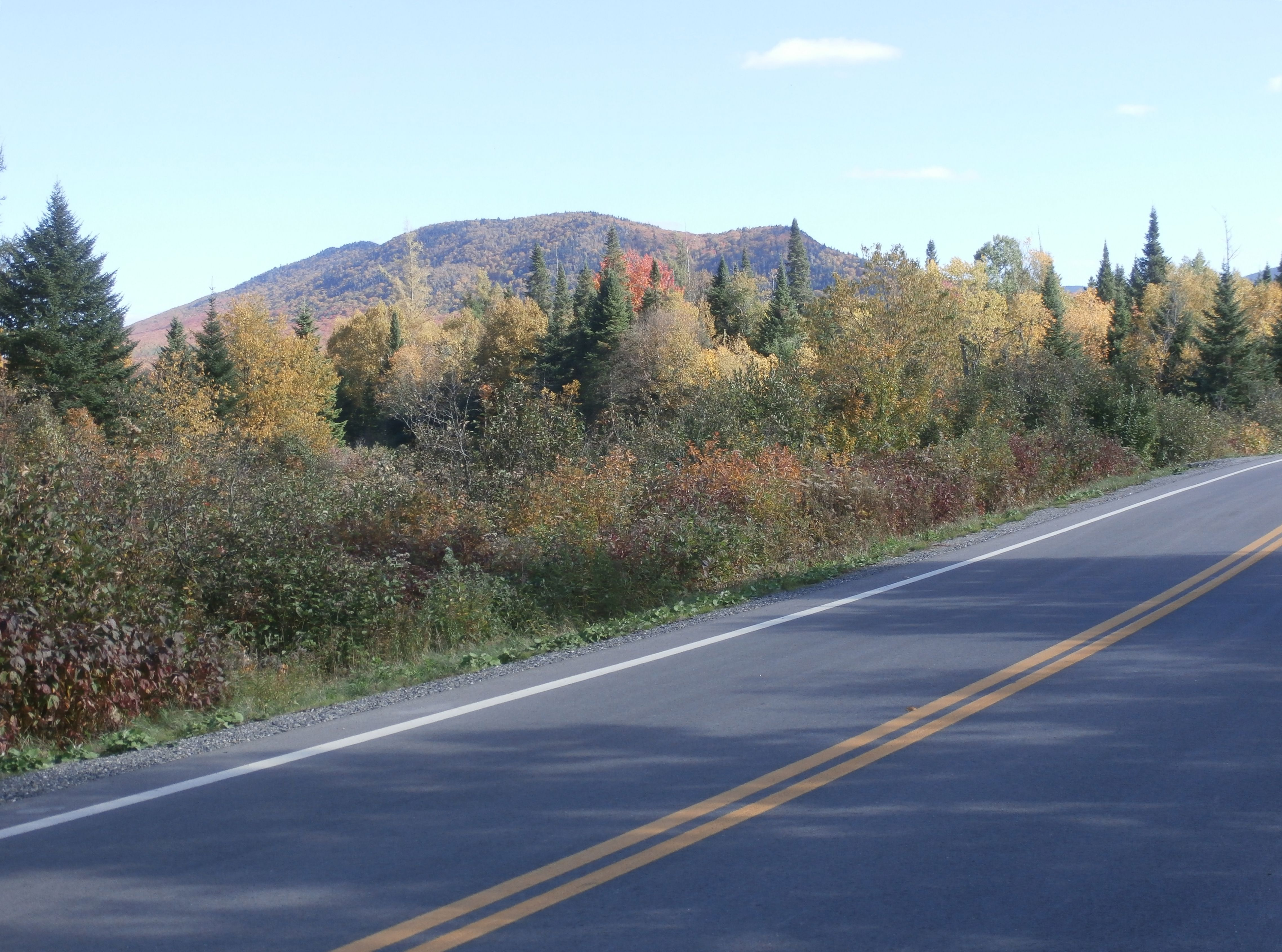
Chemin Franceville; Les montagnes de Franceville à arrière-plan.

## Aviation
- Hampden est le nom d'un modèle d'avion produit par Handley Page, un bombardier anglais de la Seconde Guerre mondiale.